# Carlos Martínez Rivas
Carlos Martínez Rivas (Cidade da Guatemala, 12 de outubro de 1924 — Manágua, 16 de junho de 1998) foi um escritor e poeta da Nicarágua.

## Obras
- El paraíso recobrado, Granada, Nicarágua. Ediciones del Taller San Lucas,1943.
- La insurrección solitaria, México D.F., Editorial Guarania. Colección Netzahualtcóyotl,1953.
- La insurrección solitaria (inclui El Paraíso Recobrado), San José, Costa Rica. Editorial Universitaria Centroamericana, EDUCA. Colección Séptimo día, 1973.
- La insurrección solitaria, Manágua, Editorial Nueva Nicaragua, Colección Letras de Nicaragua, 1982.
- La Insurrección Solitaria seguida de Varia, México D.F., Editorial Vuelta, 1994.
- La insurrección solitaria y Varia, Madrid, Espanha. Colección Visor de Poesía, 1997.
- Infierno de Cielo y antes y después. (Póstumo, fragmento de Allegro Irato), Manágua, Nicarágua. Nuevo Signo. Fondo Editorial INC, 1999.
- Poesía Reunida, Manágua, Ediciones Anama, 2007. (Póstumo/ Compilação, Reordenamento, Introdução, Notas e Bibliografia de Pablo Centeno-Gómez; inclui quase toda sua obra poética que, por vontade do autor, havia permanecido inédita desde La insurrección solitaria).
- Como toca un ciego el sueño, Ediciones Anama, 2012. (Póstumo/ Antologia poética compilada e prologada por Pablo Centeno-Gómez).